# Chopin amore mio
Chopin amore mio (Impromptu) è un film del 1991 diretto da James Lapine, con Hugh Grant nei panni di Fryderyk Chopin e Judy Davis nei panni di George Sand.

## Trama
Da poco divorziata dal barone Casimir Dudevant, la nota scrittrice e femminista francese Amantine-Lucile-Aurore Dupin, meglio nota con lo pseudonimo di George Sand, conosce a Parigi il pianista polacco Fryderyk Chopin. Si innamora subito di lui, prima ancora di averlo visto, ascoltandolo suonare alcune delle sue composizioni. L'incontro avviene fortuitamente nella villa della Duchessa D'Antan, dove sono stati invitati parecchi artisti, tra cui un'amica di George Sand e compagna di Franz Liszt, il pittore Eugène Delacroix e lo scrittore Alfred de Musset. Tra varie peripezie, compreso un tentativo di sabotaggio della amica di George nei suoi confronti, la Sand riesce una volta tornata a Parigi a far breccia nel cuore afflitto del compositore. Lei gli insegna a essere più libero e lui decide di affrontare in duello Felicien Mallefille (tutore dei figli di lei ed ex amante non rassegnato) per proteggere il nuovo amore; durante il duello Chopin perde i sensi e sarà la Sand a colpire l'ex amante al suo posto, dando al compositore i meriti.

## Riconoscimenti
- Independent Spirit Awards 1992
  - miglior attrice protagonista (Judy Davis)
  - nomination Independent Spirit Award per la miglior attrice non protagonista (Emma Thompson)